# هدف صفر
هدف صفر(انگلیسی: Vision Zero) یک برنامه ایمن‌سازی ترافیک چند ملیتی است که هدف آن دستیابی به یک سیستم بزرگراهی بدون تلفات یا صدمات جدی ناشی از ترافیک جاده ای است. این برنامه ابتدا در کشور سوئد آغاز شد و در اکتبر سال ۱۹۹۷ (۱۳۷۳ ه‍.ش) توسط پارلمان سوئد تصویب شد. یک اصل مهم این برنامه این است:«در یک جامعه، زنده بودن و سلامتی را هرگز نباید برای دیگر منافع مبادله کرد». این اصل به جای طرز تفکر رایج تر تصمیم‌گیری با در نظر گرفتن سود و زیان است که با ارزش گذاری مالی روی جان و سلامت انسان تعیین می‌کند که چه مقدار پول صرف کاهش خطرات سیستم جاده ای شود.
هدف صفر در سال ۱۹۹۵ مطرح شد. هدف صفر به اشکال گوناگونی در کشورهای مختلف یا قلمروهای کوچکتر قضایی مورد قبول واقع شده است، اگرچه جزئیات آن بسیار متفاوت است. اقدامات پیشگیرانه انجام شده در هدف صفر همان آموزش، اجرا و مهندسی است که از دهه ۱۹۳۰ به بعد اعمال شده است.

## اصول
جاده‌های سوئد با اولویت بخشیدن به ایمنی به جای سرعت یا راحتی ساخته شده‌اند. کم کردن سرعت مجاز در مناطق شهری، مناطق مخصوص عابرین پیاده و موانعی برای تفکیک خودروها از دوچرخه‌ها و جریان ترافیک کمک کرده‌اند. ساخت ۱۵۰۰ کیلومتر جاده "۲+۱"(جاده ای دارای سه لاین که ترافیک در حال رفت و آمد در دو جهت به نوبت از لاین وسط برای سبقت گرفتن استفاده می‌کنند) که در مجموع جان ۱۴۵ نفر را در طی دهه اول به‌کارگیری هدف صفر نجات داده است. نقل قول از مجله اکونومیست اکسپلینز
هدف صفر مبتنی بر یک اصل اساسی اخلاقی است که «هرگز از نظر اخلاقی قابل قبول نیست که افراد هنگام جا به جایی در سیستم حمل و نقل جاده ای کشته یا مجروح شوند.» به عنوان یک رویکرد مبتنی بر اخلاق، هدف صفر وظیفه خود را تعلیم دادن برای انتخاب استراتژی می‌داند و اهداف یا آرمان‌های خاصی را برای برای دستیابی مشخص نکرده است. در بیشتر سیستم‌های حمل و نقل جاده ای، کاربران جاده مسئولیت کامل ایمنی را بر عهده دارند. هدف صفر این موضوع را با تأکید بر مشترک بودن این مسئولیت میان طراحان سیستم حمل و نقل و کاربران جاده تغییر می‌دهد.

## سرعت مجاز
هدف صفر موارد زیر را توصیه می‌کند: "حداکثر سرعت طولانی مدت ممکن با در نظر گرفتن زیر ساخت‌ها، فرض بر بهترین عملکرد در طراحی وسایل نقلیه و احتیاط صد درصدی ". این سرعت‌ها بر اساس محدودیت‌های انسان و خودرو تعیین شده‌اند. به عنوان مثال، تحمل انسان در برابر برخورد به عنوان عابر پیاده به یک خودرو خوب طراحی شده تقریباً ۳۰ کیلومتر بر ساعت (۱۹ مایل بر ساعت) است. در صورت تمایل برای به کار گرفتن سرعت بیشتر در مناطق شهری، تفکیک گذرگاه‌های عابر پیاده از ترافیک یک گزینه است. در غیر این صورت، تقاطع‌ها یا مناطق (یا وسایل نقلیه) باید برای حداکثر سرعت ۳۰ کیلومتر بر ساعت (۱۹ مایل بر ساعت) طراحی شده باشند. همین‌طور، برای سرنشینان خودرو، حداکثر سرعت ایمنی طبیعی برای خودروهای با طراحی مناسب حداکثر ۷۰ کیلومتر بر ساعت (۴۳ مایل بر ساعت) مورد پیش‌بینی می‌شود در اثرات جلو، و ۵۰ کیلومتر بر ساعت (۳۱ مایل بر ساعت) در اثرات جانبی. سرعت بیش از ۱۰۰ کیلومتر بر ساعت (۶۲ مایل بر ساعت) را می‌توان تحمل اگر زیرساخت طراحی شده است برای جلوگیری از اثرات جلو و سمت.
| نوع زیرساخت‌ها و ترافیک                                                                 | سرعت سفر احتمالی (کیلومتر بر ساعت)      |
| -------------------------------------------------------------------------------------- | --------------------------------------- |
| مکان‌هایی با احتمال برخورد بین عابران پیاده و خودرو                                     | ۳۰ کیلومتر بر ساعت (۱۹ مایل بر ساعت)    |
| تقاطع‌هایی با احتمال برخورد جانبی میان خودروها                                          | ۵۰ کیلومتر بر ساعت (۳۱ مایل بر ساعت)    |
| جاده‌هایی با احتمال برخورد از جلو میان خودروها، شامل جاده‌های روستایی                    | ۷۰ کیلومتر بر ساعت (۴۳ مایل بر ساعت)    |
| جاده‌هایی که احتمال برخورد جانبی یا از جلو در آنها وجود ندارد (فقط برخورد با زیرساخت‌ها) | ۱۰۰ کیلومتر بر ساعت (۶۲ مایل بر ساعت) + |

"جاده‌هایی که احتمال برخورد جانبی یا از جلو در آنها وجود ندارد" معمولاً به عنوان نوع ۱ (بزرگراه / آزادراه / اتوبان)، نوع ۲ (" ۲ + ۲ جاده ") یا نوع ۳ (" ۲ + ۱ راه ") تعیین می‌شوند. این جاده‌ها دارای موانع تصادف در تقسیم ترافیک مخالف، دسترسی محدود، تفکیک درجه و ممنوعیت استفاده کندتر و آسیب پذیرتر کاربران جاده است. جاده‌های روستایی جدا نشده حتی با محدودیت سرعت که در مقایسه کم به نظر می‌رسد بسیار خطرناک است. در سال ۲۰۱۰، جاده‌های روستایی آلمان، که عموماً به ۱۰۰ کیلومتر بر ساعت (۶۲ مایل بر ساعت) محدود می‌شوند، نرخ مرگ و میر ۷٫۷ فوت در هر میلیارد سفر کیلومتر، بالاتر از نرخ ۵٫۲ در خیابان‌های شهری (به‌طور کلی محدود به ۵۰ کیلومتر بر ساعت (۳۱ مایل بر ساعت) و بسیار بالاتر از میزان autobahn 2.0 است. autobahns 31% از ترافیک جاده موتوری را در حالی که ۱۱٪ از تلفات ترافیک آلمان را به خود اختصاص داده بود انجام می‌داد.
حرکتی برای کاهش محدودیت سرعت در مناطق مسکونی به ۲۰ مایل بر ساعت (۳۲ کیلومتر بر ساعت) به نام " ۲۰ برای ما بسیار است " یا " ۲۰ بسیار است " جمع‌آوری بخار در اوایل ۲۰۰۰ در انگلستان آغاز شد. در سال ۲۰۱۰ به ایالات متحده گسترش یافت.

## پیاده‌سازی

### کانادا
در دسامبر ۲۰۱۵، سازمان خیریه پیشگیری از آسیب در کانادا، مفهوم ویژن صفر، با ماتس بلین استراتژیست ایمنی در جاده‌های سوئد، را به نزدیک به ۱۰۰ شریک ایمنی جاده ارائه داد.
در ماه نوامبر سال ۲۰۱۶، Parachute میزبان یک همایش ملی ایمنی جاده با محوریت اهداف و استراتژی‌های ویژون صفر، با حضور رهبران بهداشت، مهندسی ترافیک، اجرای نیروی انتظامی، سیاست گذاری و وکالت برگزار شد.
از این طریق، شبکه Parachute Vision Zero تشکیل شد، که شامل بیش از ۲۵۰ مدافع و متخصص در زمینه ایمنی جاده‌ها، اجرای قانون، دولت و شهرداری‌ها است. این شبکه برای ارائه یک مقصد کانادایی یک کانادا برای اتصال این ذینفعان با یکدیگر و با اطلاعات و منابع در جهت کمک به جوامع در حل چالش‌های ایمنی جاده، با استفاده از راه حل‌های اثبات شده ارائه می‌دهد.
دومین اجلاس Parachute Vision Zero در اکتبر سال ۲۰۱۷ با حضور اعضای شبکه و سیاستمداران از جمله استیون دل داکا وزیر حمل و نقل انتاریو برگزار شد.
سازمان دیگری به نام Vision Zero Canada (visualzero.ca) کمپین ملی خود را در دسامبر ۲۰۱۵ آغاز کرد.
تلاش در شهرهای کانادا:
- ادمونتون : در ۲۲ سپتامبر ۲۰۱۵ شورای شهر ادمونتون اعلام کرد که این «اولین شهر کانادایی است که ویژن صفر را رسماً پذیرفت.» استراتژی ایمنی جاده ای ۲۰۱۶–۲۰۲۰ «به سمت صفر تصادف‌های تلفات و مصدومین بزرگ» حرکت می‌کند، اما هدف از مرگ صفر یا صدمات عمده را شامل نمی‌شود. اهداف این استراتژی کاهش نرخ ۱) تصادفات کلی و ۲) برخورد در تقاطعها است.[۲۳]
- ونکوور : در ۵ آوریل ۲۰۱۶، شورای شهر ونکوور با هدایت کارکنان به ویژن صفر تأیید کرد تا از راهبرد صفر تلفات ناشی از ترافیک و صدمات جدی گزارش دهند.[۲۴]
- تورنتو : در تاریخ ۱۳ ژوئن ۲۰۱۶، جان توری، شهردار تورنتو طرحی را برای کاهش تعداد کشته شدگان و مجروحان جدی در ترافیک تا ۲۰ درصد در طی یک دهه اعلام کرد. در مواجهه با اعتراض عمومی، او بعداً در همان روز دوباره زنگ زد، و توافق کرد که در طی پنج سال به دنبال مرگ صفر باشد.[۲۵]
- اتاوا : در ۵ ژوئیه ۲۰۱۷، اتاوا به کمیته حمل و نقل خود دستور داد تا گزارشی را با یک برنامه اقدام به روز شده با استفاده از اصول مندرج در ویژن صفر تهیه کند.[۲۶]
- سوری: در تاریخ ۲۷ نوامبر ۲۰۱۷، کمیته ایمنی عمومی تصویب فلسفه Vision Zero را به عنوان مبنایی برای برنامه تحرک ایمنی سوری تأیید کرد.[۲۷]

### هلند
در هلند، رویکرد ایمنی پایدار با Vision Zero متفاوت است زیرا تصدیق می‌کند که در بیشتر حوادث، انسانها مقصر هستند، و باید جاده‌ها را طوری طراحی کرد که «خود توضیح دهند» و در نتیجه احتمال سقوط را کاهش می‌دهند. استفاده از جاده‌های ساده و آسان برای استفاده و پیمایش آسان است، این امر برای استفاده‌کنندگان در جاده‌ها کجاست و چگونه باید رفتار کنند آشکار است. هلندی‌ها همچنین از اختلاط خطرناک جرم، سرعت و / یا جهت جلوگیری می‌کنند. دورگردها تقاطعهایی را در ۵۰ یا ۵۰ کیلومتر بر ساعت (۳۱ مایل بر ساعت) جاده ای که به اندازه کافی کند باشد، ۳۰ کیلومتر بر ساعت (۱۹ مایل بر ساعت)، اجازه می‌دهد تا عابران پیاده و دوچرخه سواران از ایمنی عبور کنند. موتور سیکلت، دوچرخه سوار و عابر پیاده در مسیرهای جداگانه بالای ۳۰ کیلومتر بر ساعت (۱۹ مایل بر ساعت) از اتومبیل‌ها دور نگه داشته می‌شوند در منطقه ساخته شده همچنین اغلب به اتوبوس‌ها خطوط اختصاصی داده می‌شود و از درگیری زیاد انبوه آنها با اتومبیل‌های معمولی کم حجم جلوگیری می‌کند.
اخیراً هلندی‌ها این ایده را مطرح کرده‌اند که جاده‌ها نیز باید «بخشنده» باشند، یعنی برای کاهش نتیجهٔ برخورد ترافیک هنگام وقوع اجتناب ناپذیر، اصولی که در اصل سیاست‌های هلندی و سوئد است، طراحی شده‌اند.

### سوئد
در سال ۱۹۹۷ پارلمان سوئد سیاست "ویژن صفر" را وضع کرد که مستلزم آن است که تا سال ۲۰۲۰ تلفات و صدمات جدی به صفر برسد. این یک تغییر مهم در سیاست حمل و نقل در سطح اروپا است.  تمام جاده‌های جدید به این استاندارد ساخته شده‌اند و جاده‌های قدیمی تر اصلاح شده است.  ویژن صفر همچنین اقدامات متقابل دیگری را در مورد رانندگان و وسایل نقلیه هدف قرار داد. شایان ذکر است که تلفات جاده سوئد قبل از سال ۱۹۹۷ رو به کاهش بود و تحت عنوان ویژوال صفر این کار را ادامه داد. با این حال، تعداد کشته‌ها از سال ۲۰۱۳ بهبود نیافته است.
|                 |
| source Eurostat |

## نتایج
با وجود استقرار برخی ایده‌ها از پروژه Vision Zero، توجه شده است که کشورهای ثروتمند پیشرفت چشمگیری در کاهش تلفات رانندگی داشته‌اند در حالی که کشورهای فقیر به دلیل افزایش حرکتی، شاهد افزایش تلفات ترافیک هستند. برخی از مناطق محلی نتایج واگرایی بین تعداد تصادفات و جراحات از یک سو و تعداد کشته‌ها مشاهده کرده‌اند. به عنوان مثال، در چهار سال اول اجرای این طرح در شهر نیویورک، صدمات ترافیکی و تصادفات در حال افزایش است، اگرچه تلفات کاهش یافته است.

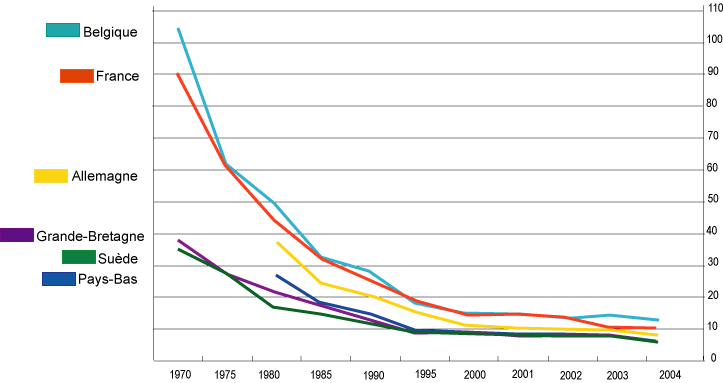
تلفات به ازای میلیارد کیلومتر سفر در هر کشور

| کشور       | کشته شدگان ۱۹۸۰ | کشته شدگان ۲۰۱۳ | درصد ۲۰۱۳/۱۹۸۰ | کشته شدگان ۲۰۱۳ به ازای هر ۱ میلیون نفر جمعیت | کشته شدگان ۲۰۱۳ به ازای هر ۱۰۰ میلیارد کیلومتر پیموده شده با وسیله نقلیه |
| ---------- | --------------- | --------------- | -------------- | --------------------------------------------- | ------------------------------------------------------------------------ |
| استرالیا   | ۳٬۲۷۲           | ۱٬۱۸۵           | ۳۶٫۲           | ۵۱                                            | ۴۹۶                                                                      |
| اتریش      | ۲٬۰۰۳           | ۴۵۵             | ۲۲٫۷           | ۵۴                                            | ۵۸۳                                                                      |
| بلژیک      | ۲٬۳۹۶           | ۷۲۳             | ۳۰٫۲           | ۶۵                                            | ۷۰۷                                                                      |
| کانادا     | ۵٬۴۶۲           | ۲٬۲۵۵           | ۴۱٫۳           | ۶۵                                            |                                                                          |
| جمهوری چک  | ۱٬۲۶۱           | ۶۵۵             | ۵۲٫۹           | ۶۲                                            | ۱٬۵۷۳                                                                    |
| دانمارک    | ۶۹۰             | ۱۹۱             | ۲۷٫۷           | ۳۴                                            | ۳۸۶                                                                      |
| فنلاند     | ۵۵۱             | ۲۵۸             | ۴۶٫۸           | ۴۸                                            | ۴۷۶                                                                      |
| فرانسه     | ۱۳٬۶۳۶          | ۳٬۲۶۸           | ۲۴٫۰           | ۵۱                                            |                                                                          |
| آلمان      | ۱۵٬۰۵۰          | ۳٬۳۳۹           | ۲۲٫۲           | ۴۱                                            | ۴۶۰                                                                      |
| یونان      | ۱٬۴۴۶           | ۸۷۴             | ۶۰٫۴           | ۷۹                                            |                                                                          |
| مجارستان   | ۱٬۶۳۰           | ۵۹۱             | ۳۶٫۳           | ۶۰                                            |                                                                          |
| ایرلند     | ۵۶۴             | ۱۹۰             | ۳۳٫۷           | ۴۱                                            | ۳۹۶                                                                      |
| ایتالیا    | ۹٬۲۲۰           | ۳٬۳۸۵           | ۳۶٫۷           | ۵۷                                            |                                                                          |
| ژاپن       | ۱۱٬۳۸۸          | ۵٬۱۵۲           | ۴۵٫۲           | ۴۰                                            | ۶۹۴                                                                      |
| لوکزامبورگ | ۹۸              | ۴۵              | ۴۵٫۹           | ۸۴                                            |                                                                          |
| هلند       | ۱٬۹۹۶           | ۴۷۶             | ۲۳٫۸           | ۲۸                                            | ۳۷۴                                                                      |
| نوروژ      | ۳۶۲             | ۱۸۷             | ۵۱٫۷           | ۳۷                                            | ۴۲۶                                                                      |
| لهستان     | ۶٬۰۰۲           | ۳٬۳۵۷           | ۵۵٫۹           | ۸۷                                            |                                                                          |
| پرتغال     | ۲٬۸۵۰           | ۶۳۷             | ۲۳٫۴           | ۶۱                                            |                                                                          |
| اسلونی     | ۵۵۸             | ۱۲۵             | ۲۲٫۴           | ۶۱                                            |                                                                          |
| کره جنوبی  | ۶٬۴۴۹           | ۵٬۰۹۲           | ۷۹٫۰           | ۱۰۱                                           | ۱٬۷۲۰                                                                    |
| اسپانیا    | ۶٬۵۲۲           | ۱٬۶۸۰           | ۲۵٫۷           | ۳۶                                            |                                                                          |
| سوئد       | ۸۴۸             | ۲۶۰             | ۳۰٫۷           | ۲۷                                            | ۳۳۷                                                                      |
| سوئیس      | ۱٬۲۰۹           | ۲۶۹             | ۲۲٫۲           | ۳۳                                            | ۴۲۹                                                                      |
| انگلستان   | ۶٬۱۸۲           | ۱٬۷۷۰           | ۲۸٫۶           | ۲۸                                            | ۳۴۸                                                                      |
| آمریکا     | ۵۱٬۰۹۱          | ۳۲٬۷۱۹          | ۶۴٫۰           | ۱۰۴                                           | ۶۸۰                                                                      |

### نروژ
نروژ تفسیر خود از هدف صفر را در سال ۱۹۹۹ به تصویب رساند. در سال ۲۰۰۸، یک کارمند مهندس از اداره جاده‌های عمومی نروژ گفت: «هدف صفر توجه بیشتری به امنیت جاده‌ها جلب کرده است، اما تاکنون هیچ دستاورد کوتاه مدت قابل توجهی نداشته است.»

### سوئد
سوئد، که برنامه هدف صفر را آغاز کرد، نسبت به نروژ نتایج نسبتاً بهتری به دست آورده است. سوئد با جمعیتی در حدود ۹٫۶ میلیون نفر، سنّت دیرینه ای در تعیین اهداف ایمنی ترافیک جاده ای دارد. در اواسط دهه ۱۹۹۰، هدف ۱۰ ساله برای ۵۰ درصد کاهش برای ۲۰۰۷ بود. این هدف برآورده نشد. کاهش واقعی ده ساله ۱۳٪ به ۴۷۱ مرگ و میر رسیده است. این هدف تا سال ۲۰۲۰ به ۵۰٪ و در سال ۲۰۵۰ به ۰ مورد بازنگری شد. در سال ۲۰۰۹، کاهش از کل در سال ۱۹۹۷ به ۳۴٫۵٪ و به ۳۵۵ مرگ منجر شد.
| تصادفات سال | تلفات |
| ----------- | ----- |
| ۱۹۹۷        | ۵۴۱   |
| ۱۹۹۸        | ۵۳۱   |
| ۱۹۹۹        | ۵۸۰   |
| ۲۰۰۰        | ۵۹۱   |
| ۲۰۰۱        | ۵۸۳   |
| ۲۰۰۲        | ۵۳۲   |
| ۲۰۰۳        | ۵۲۹   |
| ۲۰۰۴        | ۴۸۰   |
| ۲۰۰۵        | ۴۴۰   |
| ۲۰۰۶        | ۴۴۵   |
| ۲۰۰۷        | ۴۷۱   |
| ۲۰۰۸        | ۳۹۶   |
| ۲۰۰۹        | ۳۵۵   |
| ۲۰۱۰        | ۲۶۶   |
| ۲۰۱۱        | ۳۱۹   |
| ۲۰۱۲        | ۲۸۵   |
| ۲۰۱۳        | ۲۶۰   |
| ۲۰۱۴        | ۲۷۰   |
| ۲۰۱۵        | ۲۵۹   |
| ۲۰۱۶        | ۲۷۰   |
| ۲۰۱۷        | ۲۵۳   |

حجم ترافیک در سوئد همواره نسبت به مدت مشابه سال قبل افزایش یافته است.

### جمهوری دومینیکن
هدف صفر بر سایر کشورها نیز تأثیر گذاشته است مثلاً جمهوری دومینیکن، این کشور با وجود داشتن مرگبارترین ترافیک در جهان، با پیروی از مجموعه دستورالعمل‌های مبتنی بر هدف مشابه برای کاهش تلفات جاده ای، موفق به رسیدن به نقطه ای شده است که فقط چهل نفر از هر صد هزار نفر جمعیت این کشور سالانه جان خود را از دست می‌دهند.